# Rhegmoza tinctoria
Rhegmoza tinctoria är en insektsart som beskrevs av Günther Enderlein 1918. Rhegmoza tinctoria ingår i släktet Rhegmoza och familjen spetsbladloppor. Inga underarter finns listade i Catalogue of Life.